# Paul Wagner
Paul Wagner (1948) is een Amerikaans filmregisseur, -producer en schrijver.
Sinds de jaren 80 regisseerde hij documentaires voor de Smithsonian Institution over de zeer uiteenlopende onderwerpen, zoals oude geneeswijzen, antropologische rituelen over de gehele wereld, pottenbakken, visverkopers en de postdienst in de VS.
Wagner ontving veel subsidiebeurzen van de D.C. Commission on the Arts, de D.C. Humanities Council, de National Endowment for the Arts, de National Endowment for the Humanities en van de Southeast and Mid-Atlantic Media Fellowship Programs.
Wagner omschrijft zichzelf ook wel als zelfgevormde guerrillafilmmaker. In 1998 bracht hij de Tibetaanse film Windhorse uit, waarbij hij Tibet met filmbemanning was binnengegaan en illegaal opnames maakte over onderdrukking waarover Tibetanen anno 1996 spreken.
De The Stone Carvers leverde hem een Academy Award op als Beste Documentaire. Met Windhorse won hij de publieksprijs op het filmfestival van Florida, waar de film ook genomineerd was voor de Grote Juryprijs. A Paralyzing Fear: The Story of Polio in America werd genomineerd voor de Video Source Award van de International Documentary Association, evenals Out of Ireland voor de Grote Juryprijs op het Sundance Film Festival.

## Filmografie
- Miles of Smiles, Years of Struggle (1982)
- The Stone Carvers (1984)
- The Congress of Wonders (1994)
- Out of Ireland (1995)
- A Paralyzing Fear: The Story of Polio in America (1998)
- Windhorse (1998)
- Angels (2004)
- The God of a Second Chance (2006)

- Gemeinsame Normdatei: 138127913
- International Standard Name Identifier: 0000 0000 7885 2263
- Library of Congress Control Number: n83045938
- Nationale Bibliotheek van Israël: 987007429386805171
- Nederlandse Thesaurus van Auteursnamen: 113458193
- Système universitaire de documentation: 11400837X
- Virtual International Authority File: 88188196
- WorldCat: E39PBJmxW434C9BPptrm9TBByd